# Ollávarre
Ollávarre en espagnol ou Olabarri qui signifie nouvelle forge en basque est une commune ou une contrée appartenant à la municipalité d'Iruña Oka dans la province d'Alava, située dans la Communauté autonome basque en Espagne.